# Ophiomastus meridionalis
Ophiomastus meridionalis is een slangster uit de familie Ophiuridae.
De wetenschappelijke naam van de soort werd in 1879 gepubliceerd door Theodore Lyman.